# Dianetica
Het woord dianetica (Eng. dianetics, Frans dianétique) komt van dia (Grieks: door) en nous (Grieks: ziel) en is gebruikt door de Amerikaan L. Ron Hubbard, de oprichter van de Scientologykerk, ter aanduiding van een door hem ontwikkelde techniek waarmee hij claimt dat bepaalde negatieve effecten van ongewenste mentale processen, zoals psychosomatische ziekten, uitgeschakeld zouden kunnen worden. Voor zijn claims bestaat geen wetenschappelijk bewijs.

## Oorsprong
Een van de drijfveren achter het onderzoek, dat tijdens de jaren 40 van de 20e eeuw werd uitgevoerd, was de overeenkomst die Hubbard zag tussen psychosomatische verschijnselen en de gevolgen van posthypnotische suggestie. In 1950 werd een aantal procedures en technieken gepubliceerd in het boek Dianetica: de moderne wetenschap van geestelijke gezondheid (Dianetics, the modern science of mental health). Hubbard onderscheidde dianetica van Scientology, dianetica zou een therapeutische wetenschap zijn, terwijl Scientology de corresponderende religie was.

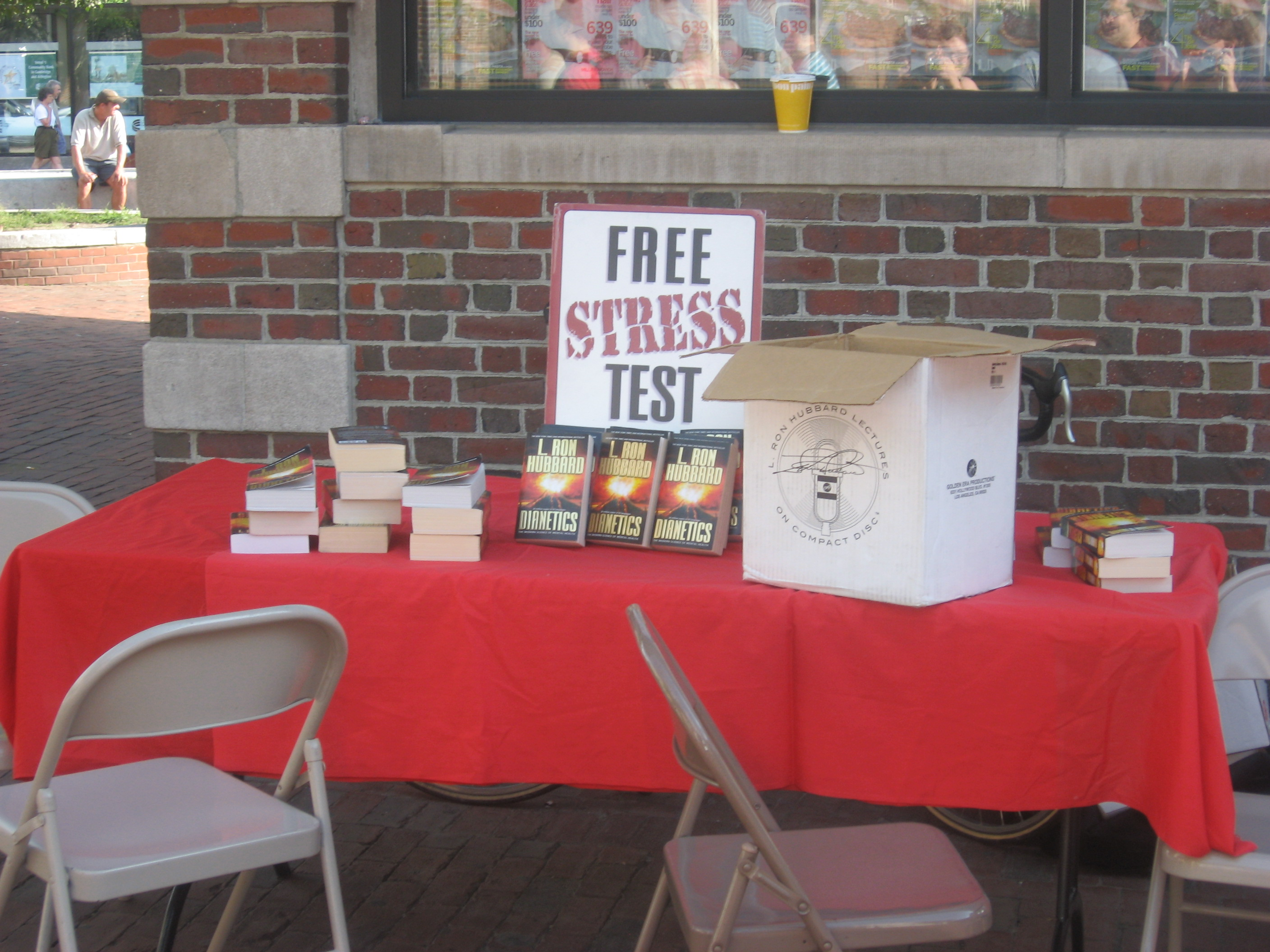
Exemplaren van L. Ron Hubbards boek over dianetica op een tafel die gebruikt wordt door leden van Scientology voor een "gratis stresstest"

## Theorie
Volgens de dianetica registreert het verstand (Eng. mind) continu (ook prenataal) de toestand van iemands materiële omgeving en de eigen lichamelijke toestand, om op basis daarvan rationele handelwijzen in het dagelijks leven te bepalen. Tijdens momenten van een bewustzijn, bijvoorbeeld vanwege toegediende narcotica, een elektrische schok en/of lichamelijke pijn, zou de genoemde registratie van de omgeving wel doorgang vinden, doch buiten het bereik van het rationele verstand raken. Deze onbewuste registratie van de wereld om hem heen werd engram genoemd, een woord geleend uit de biologie. Hoewel Hubbard nadrukkelijk stelde zich niet vast te willen leggen op de biologische structuur van het verstand suggereert hij in zijn eerste publicaties dat de onbewuste omgevingregistratie op een evolutionair primitief niveau plaats zou vinden; vandaar engram of "inkerving" op een cel. Een negatieve invloed van engrammen op het denken zou zich manifesteren wanneer door één of andere oorzaak de informatie die vastligt in het engram door de omgeving wordt geactiveerd. 
Bijvoorbeeld: als iemand in de felle zon bewusteloos zou raken door een slag tegen het hoofd (engram), zou hij later bij verblijf in de zon hoofdpijn kunnen voelen doordat de informatie in het ooit opgelopen engram wordt gereactiveerd. Een moment waarbij op die manier een eerder engram tijdelijk "aangeschakeld" is, werd een lock genoemd. Engrammen en locks met onderling identieke inhoud vormen samenhangende ketens en worden als zodanig binnen de dianetische techniek behandeld.

## Procedure
De dianetische procedure bestaat er uit een persoon 'locks' en 'engrammen' te laten herbeleven, waardoor de verborgen informatie beschikbaar komt voor rationele beslissingen en waardoor destructieve kracht uit het engram verdwijnt. De term "auditor" is ingevoerd ter aanduiding van degene die de dianetische procedure toepast (hij of zij die “auditeert”) en het proces zelf krijgt de naam “auditeren” (van het Latijnse audire = luisteren naar). Iemand die niet langer onder negatieve engrammatische invloed staat wordt "clear" genoemd. Dianetica heeft als doel om het leven te vergemakkelijken maar had nauwelijks filosofische aspiraties; het raadsel van het menselijk bewustzijn werd slechts zijdelings genoemd als een in de schedel aanwezige “monitor”. Hubbard en de na 1950 ontstane dianetische zelfhulpgroepen claimden spectaculair herstel van lichamelijke en mentale kwalen door toepassing van de procedure.